# Thai trong thai

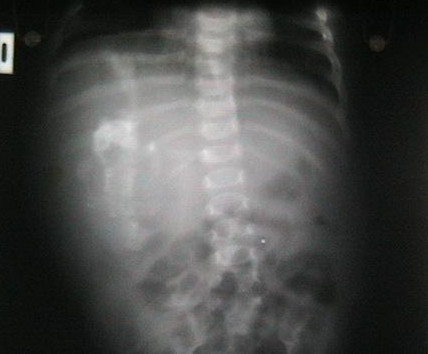
X quang bụng trước cho thấy một khối mô mềm ở vùng bụng phải. Khối này chứa các cấu trúc xuất hiện vôi hóa có kích thước và hình dạng khác nhau.

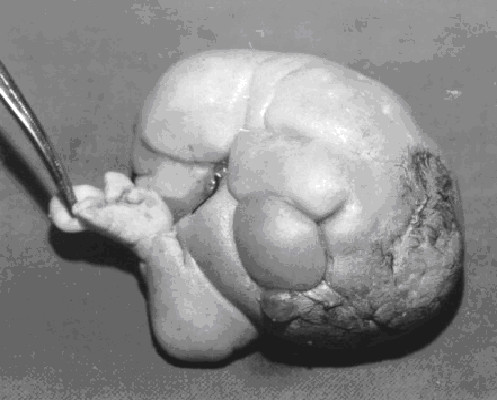
Mẫu vật sau phẫu thuật cho thấy một thai nhi khá phát triển nằm ngửa, với các phát triển thô sơ.

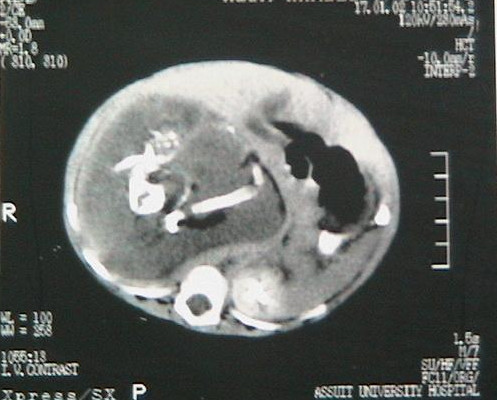
Chụp cắt lớp vi tính vùng bụng của bệnh nhân cho thấy một khối mô mềm sau phúc mạc lớn. Có những hình mờ siêu dài tương tự như xương của thai nhi.

Thai trong thai là một sự bất thường về phát triển trong đó một khối mô giống như một bào thai hình thành bên trong cơ thể. Một ví dụ ban đầu về hiện tượng này được mô tả vào năm 1808 bởi George William Young.
Có hai lý thuyết về nguồn gốc liên quan đến "thai trong thai". Một giả thuyết cho rằng một phôi bắt đầu như một bào thai bình thường nhưng đã trở nên bị bao bọc bên trong người anh em song sinh của nó. Giả thuyết khác là mô nằm trong là một u quái phát triển cao. "Thai trong thai" được ước tính xảy ra ở 1 trên 500.000 ca sinh nở.

## Lý thuyết phát triển
Có hai lý thuyết chính về sự phát triển của thai trong thai.

### Lý thuyết quái thai
Thai nhi trong bào thai có thể là một dạng u nang khác biệt rất cao, bản thân nó là một dạng quái thai trưởng thành rất khác biệt.

### Thuyết song sinh
Thai trong thai có thể là một thai nhi ký sinh đang phát triển trong vật chủ sinh đôi của nó. Vào một thời điểm rất sớm trong một thai kỳ sinh đôi đơn nhân, trong đó cả hai thai nhi đều có chung một nhau thai, một bào thai quấn quanh và bao bọc bào thai kia. Thai sinh đôi được bao bọc trở thành một vật thể Ký sinh, tại đó sự sống sót của nó phụ thuộc vào sự sống sót của bào thai ngoài sinh đôi, bằng cách sống dựa vào nguồn cung cấp máu của bào thai sinh đôi. Các sinh đôi ký sinh này là anencephalic (không có não) và thiếu một số cơ quan nội tạng, do đó nó không thể tồn tại độc lập. Vì bào thai sinh đôi chính phải "nuôi" thêm bào thai sinh đôi được bao bọc từ các chất dinh dưỡng nhận được chỉ qua một dây rốn, nên chúng thường chết trước khi sinh.